# Petite Belle
 (janvier 2014).
Améliorez-le ou discutez des points à vérifier. 
 (décembre 2014).
Si vous disposez d'ouvrages ou d'articles de référence ou si vous connaissez des sites web de qualité traitant du thème abordé ici, merci de compléter l'article en donnant les références utiles à sa vérifiabilité et en les liant à la section « Notes et références ».
Pour les articles homonymes, voir Poitrine.
Belle Poitrine est une vedette fictive et un personnage de fiction. Une comédie musicale, intitulée Little Me, a été tirée de ses mémoires recueillis par Patrick Dennis.

## Biographie fictive
Belle Poitrine, née sous le nom de Maybelle Schlumpfert, (1er mai 1900 à Venezuela, Illinois -) est une actrice américaine à la vie tumultueuse.
Elle débute en posant pour des photographies artistiques et comme girl dans des revues et spectacles de cabaret à Chicago. Après avoir été abusée par un faux producteur, elle se rend en 1920 aux studios de cinéma d'Astoria et figure dans quelques péplums, puis arrive enfin à Hollywood. Les films dans lesquels elle a tourné ne semblent jamais être sortis en France. En 1948, elle a « son » show télévisé, sur Woe-TV.
Après avoir sombré dans l'alcoolisme et plusieurs dépressions, elle écrit ses mémoires en 1960, Little Me: The Intimate Memoirs of That Great Star of Stage, Screen, and Television, Belle Poitrine (traduit en français sous le titre Petite Belle. Les souvenirs intimes de Belle Poitrine).